# 泡叶龙船花
泡叶龙船花（学名：Ixora nienkui）为茜草科龙船花属下的一个种。

## 扩展阅读
- 維基物種上的相關：泡叶龙船花